# Trifolium striatum subsp. brevidens
Trifolium striatum subsp. brevidens é uma subespécie de planta com flor pertencente à família Fabaceae. 
A autoridade científica da subespécie é (Lange) Muñoz Rodr., tendo sido publicada em Acta Bot. Malac. 17: 100 (1992).

## Portugal
Trata-se de uma subespécie presente no território português, nomeadamente em Portugal Continental.
Em termos de naturalidade é nativa da região atrás indicada.

## Protecção
Não se encontra protegida por legislação portuguesa ou da Comunidade Europeia.